# Tuilerie de Varennes-Saint-Sauveur
La tuilerie de Varennes-Saint-Sauveur est une tuilerie située sur le territoire de la commune de Varennes-Saint-Sauveur dans le département français de Saône-et-Loire et la région Bourgogne-Franche-Comté.

## Historique
Elle fait l'objet d'une inscription au titre des monuments historiques depuis le 23 septembre 1977.